# Entertainment Weekly
Entertainment Weekly, normalmente abbreviata in EW, è una rivista statunitense, attualmente pubblicata da Dotdash Meredith.

## Contenuti
La rivista si occupa principalmente di intrattenimento e cultura di massa e propone recensioni relative al cinema, televisione, spettacoli di Broadway e libri. Fornisce inoltre informazioni circa gli incassi dei film, i costi di produzione e la vendita di biglietti. La prima edizione venne pubblicata nel 1990 e vedeva in copertina la cantante k.d. lang.

## EWwy Award
Gli EWwy Award sono un premio televisivo istituito dalla rivista, chiaro riferimento agli Emmy Award.